# Ochrona radiologiczna
Treść tego artykułu należy opracować w taki sposób, aby nie uwypuklała nadmiernie polskiej specyfiki / aby nie zawężała się tylko do polskich warunków
 Po wyeliminowaniu niedoskonałości należy usunąć szablon {{Dopracować}} z tego artykułu.

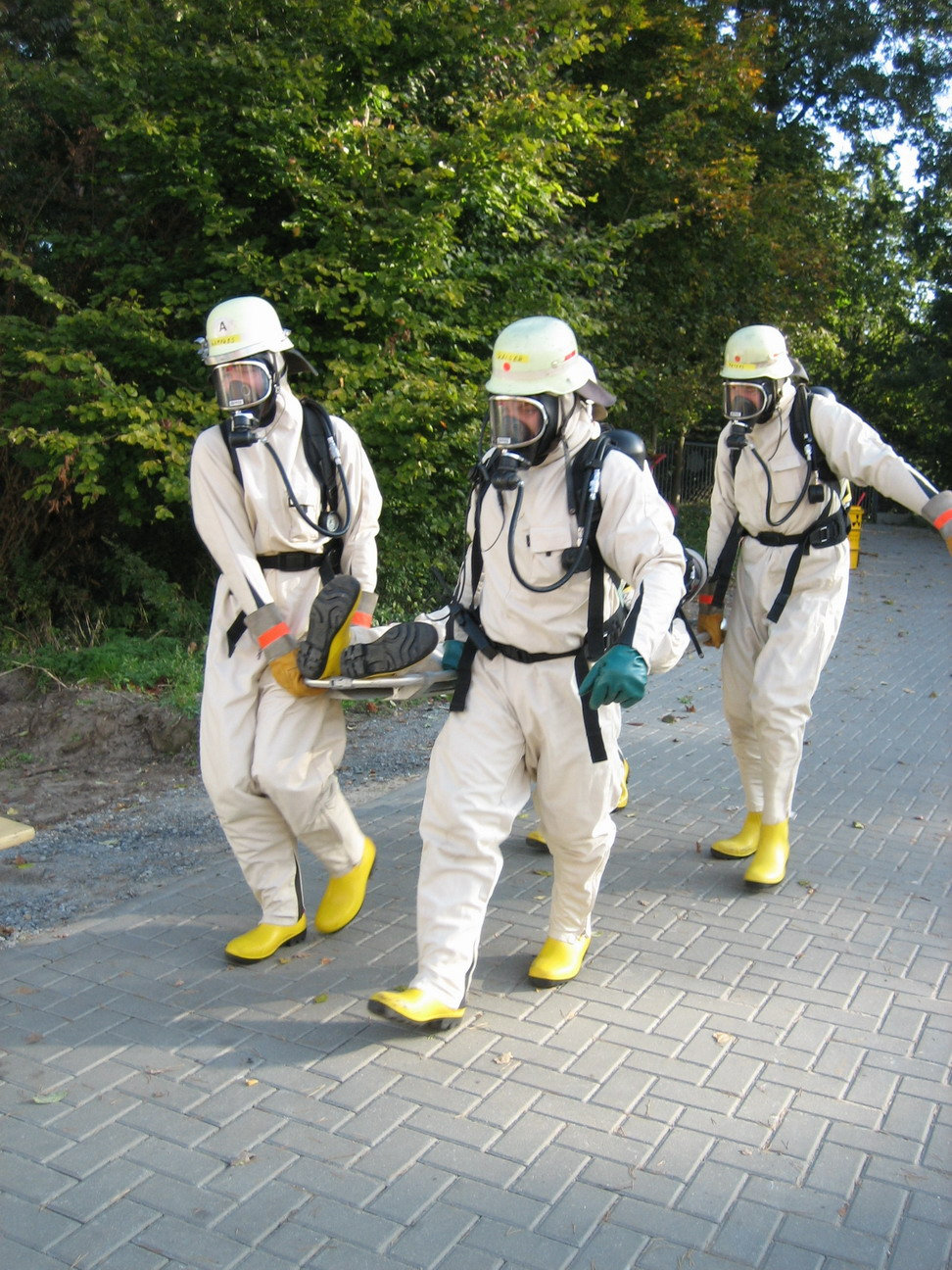
Niemiecka straż pożarna w kombinezonach ochronnych.

Ochrona radiologiczna – zespół przedsięwzięć organizacyjnych oraz rozwiązań technicznych, mający na celu zminimalizowanie zagrożeń związanych z oddziaływaniem promieniowania jonizującego na organizmy żywe, a w szczególności człowieka.
Wewnętrzny nadzór nad przestrzeganiem wymagań oraz bezpieczeństwem ochrony radiologicznej sprawuje inspektor ochrony radiologicznej. 
W Polsce,  badania i terapie radiologiczne przeprowadza się zgodnie z Rozporządzeniem Ministra Zdrowia z dnia 11 stycznia 2023 r. w sprawie warunków bezpiecznego stosowania promieniowania jonizującego dla wszystkich rodzajów ekspozycji medycznej. Ponadto pracownik wykonujący ekspozycję RTG powinien uzyskać certyfikat ze szkolenia „Ochrona Radiologiczna Pacjenta”.